# Гоаскоран
Гоаскоран (исп. Río Goascorán) — река в Центральной Америке, протекающая по территории Гондураса и Сальвадора, в южной части стран.
Исток реки находится в районе Лома де Пенас (исп. Loma de Peñas). В верхнем течении река называется Гуайникиль и Рио-Унире. Длина реки составляет 130 километров. Имеет множество притоков. Площадь водосборного бассейна насчитывает 2613,89 км². На этой территории проживает около 175 000 человек в пределах 16 муниципалитетов Гондураса и 13 муниципалитетов Сальвадора. Впадает в залив Фонсека.
Между Гондурасом и Сальвадором возник пограничный спор об определении границы двух стран. В 1762 году под влиянием циклона русло реки изменилось. Сальвадор настаивал на проведении границы по старому руслу, а Гондурас — по современному. Спор был разрешен в Международном суде ООН в 1992 и 2003 годах. Суд подтвердил, что границей между двумя странами является нынешнее русло реки.
В бассейне реки на территории Гондураса находятся три особо охраняемые природные территории: зона производства воды «Эль-Хильгуэро» (исп. zona productora de agua “El Jilguero”), биологический резерват «Гуахикиро» (исп. la reserva biológica “Guajiquiro”) и территория для управления местообитаниями и видами «Баия де Чисмуйо» (исп. y área de manejo de hábitat/especie “Bahía de
Chismuyo”).
В верховьях реки преобладают леса из сосны яйцеплодной. Здесь встречаются кофейные плантации, выращиваются манго и апельсины. В среднем течении растительность представляет собой заросли кустарников. В ущельях и по берегам рек встречаются галерейные леса. В низовьях растительность представлена мангровыми зарослями и другими водно-болотными угодьями. В пределах бассейна установлено обитание 6 видов амфибий, 21 рептилий, 185 птиц и 28 млекопитающих.